# Ramón de Quintana
Ramón de Quintana Dalmau (Gerona, 6 de febrero de 1972) es un exfutbolista español. Su posición era la de defensa central.

## Biografía
De Quintana debutó en 1992 en el Figueras de la 2.ª división, donde jugó la temporada siguiente, hasta que fue fichado por Osasuna. Tras un año en el conjunto navarro fichó por el Rayo Vallecano, con quienes jugaría tres temporadas, de la 1994-95 hasta la 96-97.
Tras un periplo de tres años en el Mérida volvió al Rayo, colaborando en la primera clasificación de este equipo para una competición europea (Copa de la UEFA). En 2003 ficha por el Cádiz, equipo con el que consiguió el ascenso a Primera división en la temporada 2004-2005 y en el que llegó a ser capitán. Al final de la temporada 2007-2008 decide colgar las botas después de la pérdida de categoría del conjunto gaditano, pese a tener ofertas de equipos de 2.ª división como el de su ciudad natal.
Ha jugado en el equipo de fútbol indoor del Fútbol Club Barcelona. Fue 2.º entrenador del Real Club Recreativo de Huelva (Fichado 11 de junio de 2013) con Sergi Barjuán de primero hasta final de temporada 2013-1014. Actualmente es 2.º entrenador de la UD Almería S.A.D. en primera división.

## Clubes
- Figueras - (España) (1992-93)
- Osasuna - (España) (1993-94)
- Rayo Vallecano - (España) (1994-97)
- C. P. Mérida - (España) (1997-2000)
- Rayo Vallecano - (España) (2000-03)
- Cádiz C. F. - (España) (2003- 2008)

## Títulos
- Ascensos de Segunda a Primera División Española con el Rayo Vallecano 1994-95 y el Cádiz CF 2004-05